# کینگزتون اسپرینگز (تنسی)
کینگزتون اسپرینگز(به انگلیسی: Kingston Springs) شهری در ایالت تنسی کشور ایالات متحده آمریکا است که جمعیت آن در سرشماری سال ۲۰۱۰ میلادی، ۲٬۷۵۶ نفر بوده‌است.